# Энергетика Воронежской области
Энергетика Воронежской области — сектор экономики региона, обеспечивающий производство, транспортировку и сбыт электрической и тепловой энергии. По состоянию на декабрь 2020 года, на территории Воронежской области эксплуатировались три электростанции общей мощностью 4262,9 МВт, в том числе одна атомная электростанция и две тепловые электростанции. В 2019 году они произвели 22 807 млн кВт·ч электроэнергии. Особенностью энергетики региона является резкое доминирование одной электростанции — Нововоронежской АЭС, на которую приходится более 90 % всей выработки электроэнергии.

## История
Первая электростанция в Воронеже была введена в эксплуатацию в 1891 году. Она включала в себя два генератора мощностью по 40 л. с., приводившихся в действие паровыми машинами, вырабатывала постоянный ток и обеспечивала освещение железнодорожных мастерских, а также вокзала. В 1899 году заработала первая городская электростанция мощностью 315 кВт, построенная фирмой Siemens & Halske и вырабатывавшая однофазный переменный ток, что позволило наладить электрическое уличное освещение, а также наладить подачу электроэнергии в жилые дома и учреждения. В 1902 и 1906 годах электростанция была расширена, в результате чего её мощность возросла до 825 кВт. В 1915 году эта электростанция была национализирована, и в том же году было начато строительство новой городской электростанции (ГЭС-1) мощностью 2000 кВт, вырабатывавшей трёхфазный переменный ток, которую ввели в эксплуатацию в 1917 году.
В 1930 году в соответствии с планом ГОЭЛРО было начато строительство первой крупной электростанции региона, Воронежской ГРЭС (ныне Воронежская ТЭЦ-1). Первый турбоагрегат станции мощностью 25 МВт был пущен 11 октября 1933 года, причём Воронежская ГРЭС была сразу введена в параллельную работу с ГЭС-1, с которой её соединили линиями электропередачи напряжением 35 кВ. В 1934 году был образован Воронежский энергокомбинат в составе Воронежской ГРЭС, ГЭС-1 и электрических сетей. В 1938 году была введена в эксплуатацию первая в регионе линия электропередачи напряжением 110 кВ, соединившая Воронежскую ГРЭС и Липецкую ТЭЦ.
В годы Великой Отечественной войны Воронеж оказался на линии фронта, оборудование Воронежской ГРЭС было эвакуировано, а здания и сооружения станции сильно пострадали в ходе боевых действий. После освобождения города Воронежская ГРЭС была в короткие сроки восстановлена. В 1957 году была введена в эксплуатацию блок-станция Воронежского завода тяжёлых механических прессов мощностью 12 МВт, которая в настоящее время носит название Воронежской ТЭЦ-2. В 1959 году Воронежская область была присоединена к формирующейся единой энергосистеме страны. Одновременно в послевоенные годы велась интенсивная работа по подключению к централизованному энергоснабжению сельских районов, завершённая в конце 1960-х годов. В 1962 году было образовано районное энергетическое управление (РЭУ) «Воронежэнерго», объединившее электростанции и электрические сети региона.
В 1957 году было начато строительство Нововоронежской АЭС, ставшей первой в СССР промышленной атомной электростанцией. Первый энергоблок с реактором ВВЭР-210 был введён в эксплуатацию в 1964 году, второй с реактором ВВЭР-365 в 1970 году, третий и четвертый с реакторами ВВЭР-440 — в 1972 и 1973 годах, пятый с реактором ВВЭР-1000 — в 1981 году. Реакторы станции являлись головными (а первые два — и единственными) образцами.
В 1980 году было начато строительство Воронежской атомной станции теплоснабжения (Воронежской АСТ) мощностью 1000 МВт, но после аварии на Чернобыльской АЭС в связи с резко негативным отношением населения, формализованном в результатах референдума, строительство станции в 1990 году было остановлено, в 2020 году был начат демонтаж построенных сооружений.
В 2010 году мощность Воронежской ТЭЦ-2 была увеличена на 115 МВт в результате ввода в эксплуатацию парогазовой установки. В 2007 году начата реализация проекта по расширению Нововоронежской АЭС (строительство Нововоронежской АЭС-2) с использованием головных ядерных реакторов ВВЭР-1200. Первый новый энергоблок был введён в эксплуатацию в 2017 году, второй — в 2019 году. В 2020 году был завершен проект расширения Воронежской ТЭЦ-1 со строительство парогазовой установки мощностью 219,6 МВт.

## Генерация электроэнергии
По состоянию на декабрь 2020 года, на территории Воронежской области эксплуатировались три электростанции общей мощностью 4262,9 МВт. В их числе одна атомная электростанция — Нововоронежская АЭС и две тепловые электростанции — Воронежская ТЭЦ-1 и Воронежская ТЭЦ-2. Особенностью энергетики региона является доминирование одной станции — Нововоронежской АЭС, обеспечивающей более 90 % выработки электроэнергии.

### Нововоронежская АЭС
Расположена у г. Нововоронеж, крупнейшая электростанция региона. Энергоблоки Нововоронежской АЭС введены в эксплуатацию в 1973—2019 годах, при этом сама станция эксплуатируется с 1964 года, являясь одной из старейших атомных электростанций России. Установленная мощность станции — 3778,283 МВт, фактическая выработка электроэнергии в 2019 году — 21 430,6 млн кВт·ч. Оборудование станции включает в себя четыре энергоблока с реакторами различной конструкции: один ВВЭР-440 мощностью 417 МВт, один ВВЭР-1000 мощностью 1000 МВт и два ВВЭР-1200 мощностью 1180,3 МВт и 1180,983 МВт. Принадлежит АО «Концерн Росэнергоатом».

### Воронежская ТЭЦ-1
Расположена в г. Воронеже, один из основных источников теплоснабжения города. Теплоэлектроцентраль комбинированной конструкции, включает в себя паротурбинную и парогазовую части, а также водогрейную котельную, в качестве топлива использует природный газ. Турбоагрегаты введены в эксплуатацию в 1953—2020 годах, при этом сама станция эксплуатируется с 1933 года, являясь старейшей электростанцией региона. Установленная электрическая мощность станции — 357,632 МВт, тепловая мощность — 1389,3 Гкал/час. Фактическая выработка электроэнергии в 2019 году — 555,5 млн кВт·ч. Оборудование паротурбинной части станции включает в себя шесть турбоагрегатов, два из которых имеют мощность по 14 МВт, один — 20 МВт и три — по 30 МВт, а также 12 котлоагрегатов. Парогазовая часть станции включает в себя два энергоблока мощностью 110,697 МВт и 108,935 МВт идентичной конструкции, каждый из которых скомпонован по типу дубль-блока: две газотурбинные установки с котлами-утилизаторами с одной паротурбинной установкой. В водогрейной котельной смонтированы шесть водогрейных котлов. Принадлежит ПАО «Квадра».

### Воронежская ТЭЦ-2
Расположена в г. Воронеже, один из основных источников теплоснабжения города. Теплоэлектроцентраль комбинированной конструкции, включает в себя паротурбинную и парогазовую части, а также пиковую водогрейную котельную, в качестве топлива использует природный газ. Турбоагрегаты введены в эксплуатацию в 1978—2010 годах, при этом сама станция эксплуатируется с 1957 года. Установленная электрическая мощность станции — 127 МВт, тепловая мощность — 785 Гкал/час. Фактическая выработка электроэнергии в 2019 году — 821,1 млн кВт·ч. Оборудование паротурбинной части станции включает в себя один турбоагрегат мощностью 12 МВт, а также 2 котлоагрегата. Парогазовая часть станции включает в себя один энергоблок мощностью 115 МВт, включающий в себя две газотурбинные установки мощностью по 45 МВт, два котла-утилизатора и паротурбинную установку мощностью 25 МВт. В пиковой водогрейной котельной смонтированы четыре водогрейных котла. Принадлежит ПАО «Квадра».

## Потребление электроэнергии
Потребление электроэнергии в Воронежской области (с учётом потребления на собственные нужды электростанций и потерь в сетях) в 2019 году составило 11 716 млн кВт·ч, максимум нагрузки — 1843 МВт. Таким образом, Воронежская область является энергоизбыточным регионом. В структуре потребления электроэнергии в регионе лидирует промышленность — около 40 %, потребление населением составляет более 20 %. Крупнейшие потребители электроэнергии (по итогам 2018 года): ОАО «РЖД» — 711 млн кВт·ч, АО «Минудобрения» — 367 млн кВт·ч, АО «Воронежсинтезкаучук» — 287 млн кВт·ч. Функции гарантирующего поставщика электроэнергии выполняет ПАО «ТНС энерго Воронеж».

## Электросетевой комплекс
Энергосистема Воронежской области входит в ЕЭС России, являясь частью Объединённой энергосистемы Центра, находится в операционной зоне филиала АО «СО ЕЭС» — «Региональное диспетчерское управление энергосистемы Воронежской области» (Воронежское РДУ). Энергосистема региона связана с энергосистемами Липецкой области по трём ВЛ 500 кВ и двум ВЛ 220 кВ, Белгородской области по двум ВЛ 500 кВ, одной ВЛ 330 кВ, одной ВЛ 220 кВ и двум ВЛ 110 кВ, Тамбовской области по одной ВЛ 110 кВ, Волгоградской области по шести ВЛ 110 кВ, Саратовской области по одной ВЛ 110 кВ, Украины по одной ВЛ 500 кВ.
Общая протяженность линий электропередачи напряжением 110—500 кВ составляет 6944,9 км, в том числе линий электропередачи напряжением 500 кВ — 1074,1 км, 330 кВ — 149,8 км, 220 кВ — 1091,6 км, 110 кВ — 4629,4 км. Магистральные линии электропередачи напряжением 220—500 кВ эксплуатируются филиалом ПАО «ФСК ЕЭС» — «Верхне-Донское ПМЭС», распределительные сети напряжением 110 кВ и ниже — филиалом ПАО «Россети Центр» — «Воронежэнерго» (в основном) и территориальными сетевыми организациями.